# Пихиньо-дель-Кармен
Пихиньо-дель-Кармен (исп. Pijiño del Carmen), также известен как Пихиньо — город и муниципалитет на севере Колумбии, на территории департамента Магдалена.

## История
Поселение, из которого позднее вырос город, было основано в 1750 году. Муниципалитет Пихиньо-дель-Кармен был выделен в отдельную административную единицу в 1996 году.

## Географическое положение

Муниципалитет Пихиньо-дель-Кармен

Город расположен в южной части департамента, на западном берегу озера Пихиньо, на расстоянии приблизительно 210 километров к юго-юго-западу (SSW) от Санта-Марты, административного центра департамента Магдалена. Абсолютная высота — 16 метров над уровнем моря.

Муниципалитет Пихиньо-дель-Кармен граничит на севере и западе с территорией муниципалитета Санта-Ана, на юге — с муниципалитетами Сан-Сенон и Сан-Себастьян-де-Буэнависта, на юго-востоке и востоке — с территорией департамента Сесар. Площадь муниципалитета составляет 739 км².

## Население
По данным Национального административного департамента статистики Колумбии, совокупная численность населения города и муниципалитета в 2015 году составляла 15 759 человек.
Динамика численности населения муниципалитета по годам:
| 2005   | 2006   | 2007   | 2008   | 2009   | 2010   | 2011   | 2012   | 2013   | 2014   | 2015   |
| ------ | ------ | ------ | ------ | ------ | ------ | ------ | ------ | ------ | ------ | ------ |
| 14 115 | 14 261 | 14 393 | 14 546 | 14 685 | 14 848 | 15 016 | 15 187 | 15 363 | 15 557 | 15 759 |

Согласно данным переписи 2005 года мужчины составляли 53,8 % от населения Пихиньо-дель-Кармен, женщины — соответственно 47,2 %. В расовом отношении белые и метисы составляли 99,5 % от населения города; негры, мулаты и райсальцы — 0,4 % ; индейцы — 0,1 %.
Уровень грамотности среди всего населения составлял 81,8 %.

## Экономика
Основу экономики Пихиньо-дель-Кармены составляет сельскохозяйственное производство.

79,2 % от общего числа городских и муниципальных предприятий составляют предприятия торговой сферы, 14,3 % — предприятия сферы обслуживания, 6,5 % — промышленные предприятия.